# ديف فيلب
ديف فيلب (بالإنجليزية: Dave Philp)‏ هو لاعب كرة قدم بريطاني في مركز حراسة المرمى، ولد في 8 يوليو 1960 في Newquay ‏ في المملكة المتحدة. لعب مع نادي بليموث أرجايل.